# Kamado

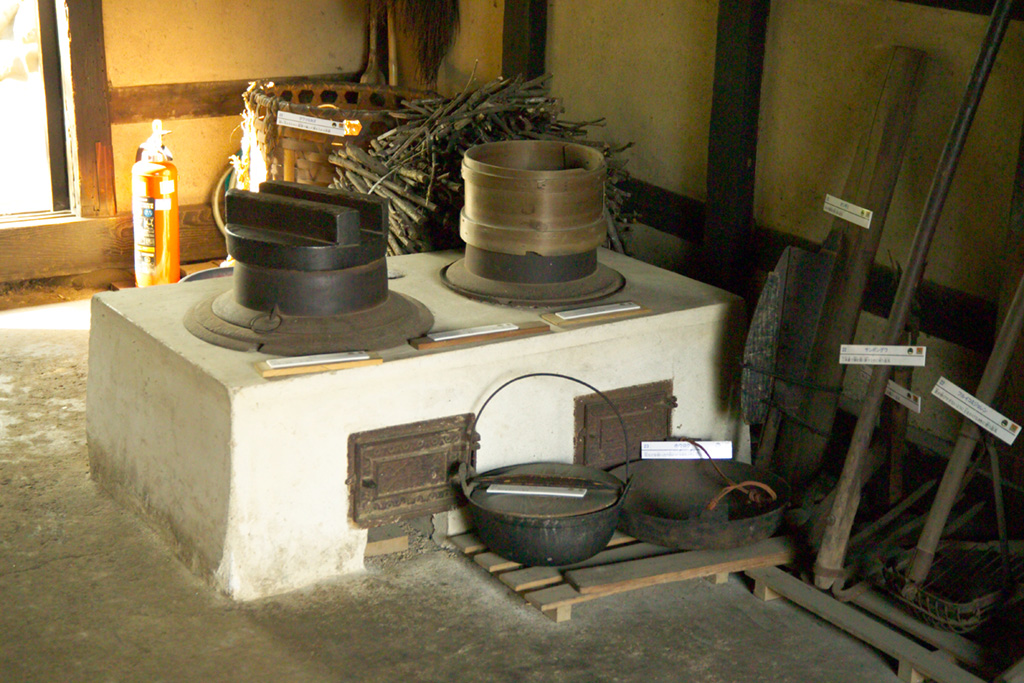
Um kamado tradicional em um museu japonês

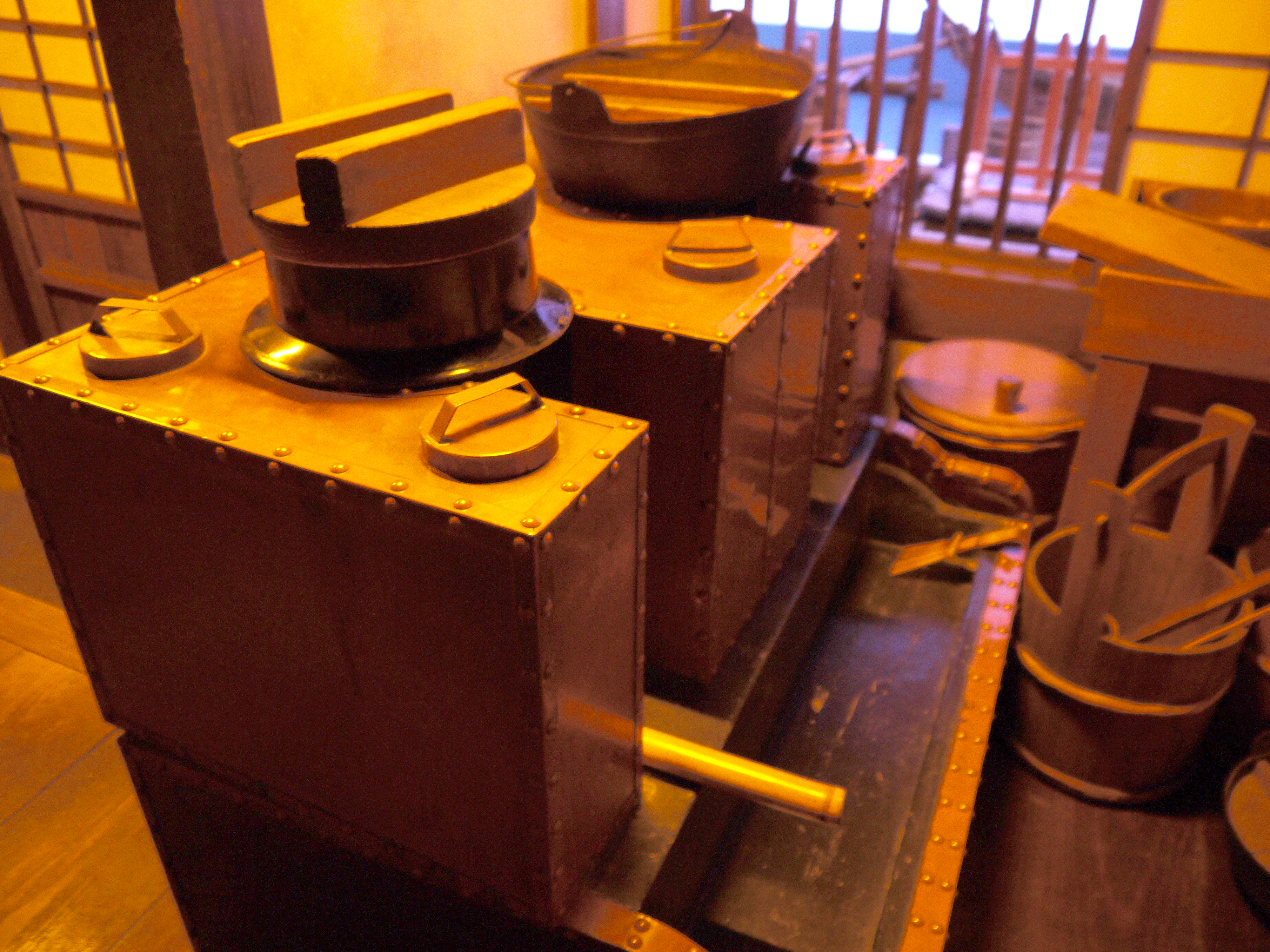
Cozinha do comerciante do século XVIII, fogão ou caldeira kamado feito de cobre (Museu Fukagawa Edo)

Um kamado (竈, 竃 or 灶)  é um fogão tradicional japonês movido a lenha ou carvão .

## Etimologia e história
O precursor do Kamado foi introduzido no Japão pelos imigrantes Yayoi da península coreana durante o período Kofun.  Outra teoria diz que o precursor desse tipo de forno vem da China, onde surgiram há aproximadamente 3000 anos. O nome kamado é a palavra japonesa para "fogão" ou "área para cozinha". Significa, de forma mais específica, "lugar para o caldeirão". Um kamado móvel chamado "mushikamado" chamou a atenção dos americanos após a Segunda Guerra Mundial . Hoje em dia, ele é encontrado nos EUA como um fogão ou churrasqueira estilo Kamado, sendo muito popular no país. O mushikamado é um pote de barro redondo com uma tampa de barro removível e é normalmente encontrado no sul do Japão.
O caractere kanji para kamado é 竈. O caractere kanji pode ser o melhor nome a ser usado ao procurar informações sobre kamados tradicionais imóveis. Em outros lugares, a palavra kamado se tornou um termo genérico para fogões de cerâmica ou de barro cru.

## Construção
Mushikamado são feitos de uma variedade de materiais, incluindo cerâmica de alta temperatura, materiais refratários, aço com parede dupla isolada, terracota tradicional ou uma mistura de cimento Portland e lava britada.

## Combustível
Os Mushikamado geralmente são alimentados por carvão, mas podem queimar galhos secos, palha ou madeira. No entanto, foram feitas tentativas de acendê-los com gás, eletricidade ou pellets. Uma das alegações sobre a construção em cerâmica é que ela não afeta o sabor, por não ter gosto metálico e, pelo mesmo raciocínio, o carvão vegetal em torrões produz poucas cinzas e é o preferido.

### Usos
O Mushikamado é projetado para cozinhar arroz no vapor e é usado por famílias japonesas em ocasiões cerimoniais. É versátil e pode ser usado para grelhar e defumar. Pães achatados, como pizzas, podem ser assado em uma bandeja plana de cerâmica ou pedra (pedra para pizza). Isto se deve às propriedades de retenção de calor da casca cerâmica com temperaturas de até 750 °F (400 °C). 
 